# Сольб'яте-Олона
Сольб'яте-Олона (італ. Solbiate Olona) — муніципалітет в Італії, у регіоні Ломбардія, провінція Варезе.
Сольб'яте-Олона розташований на відстані близько 510 км на північний захід від Рима, 32 км на північний захід від Мілана, 19 км на південь від Варезе.
Населення — 5564 особи (2014).
Щорічний фестиваль відбувається 26 липня. Покровитель — Sant'Anna.

## Демографія
Населення за роками:

Станом на 1 січня 2023 року в муніципалітеті офіційно проживало 218 іноземців з 40 країн, серед них 43 громадяни країн Євросоюзу та 12 громадян України.

## Уродженці
- Бернардо Рогора (*1938) — італійський футболіст, захисник.

## Сусідні муніципалітети
- Фаньяно-Олона
- Горла-Маджоре
- Горла-Міноре
- Ольджате-Олона